# 천수이볜
천수이볜(중국어 정체자: 陳水扁, 간체자: 陈水扁, 병음: Chén Shuǐbiǎn, 한자음: 진수편, 민난어: Tân Chúi-píⁿ, 1950년 10월 12일 ~ )은 중화민국의 제 10·11대 총통으로, 중화민국의 역사상 최초로 국민당이 아닌 야당인 민주진보당 출신의 총통이었다. 현재 민주진보당 상임고문 등을 지내는 그는 흔히 별명인 아볜(阿扁)으로도 많이 불린다. 천 총통의 당선은 국민당의 장기집권이 끝나고 평화적으로 정권교체가 이루어졌음을 의미했다. '타이완 독립'을 주장하는 중화민국의 대표적인 정치인 중 하나이며, 이로 인해 중화인민공화국 및 범람계 정치인들과 대립하였다.
그는 2000년 3월 18일에 실시된 총통 선거에서 무소속 쑹추위 후보와 국민당 롄잔 후보를 제치고 39%의 득표율을 기록, 첫 번째 비(非)국민당 계열 총통에 선출되었다. 천수이볜은 처음 몇 주 동안은 높은 지지를 받았지만, 국정 운영에서 나타난 부패와 국민당의 반대에 부딪혀 추진한 법안의 국회 통과 실패로 지지도가 급격하게 떨어졌다.
2004년에 그는 재선에 도전해 선거 운동을 하던 중 3월 19일에 총격을 받았다. 2004년 중화민국 총통 선거에서 그는 645만 표를 얻어 642만 표를 얻은 국민당의 롄잔 후보를 누르고 당선되었다.
2009년 9월 11일, 천수이볜은 1심에서 종신형과 2억 달러의 벌금을 선고받았고, 3심에서는 징역 19년형을 선고받았다. 그의 지지자들은 검찰의 기소가 정치적인 동기에 의한 것이라고 주장했다. 천수이볜은 구금기간 중 쓴 글을 묶어서 《1.86평》이라는 제목의 책을 출간하였고, 그 책에서 "현재 진행 중인 자신에 대한 재판은 타이완 독립 성향 때문에 후임자 마잉주(馬英九) 총통이 가하는 정치적 보복"이라고 비난하였다.

## 유년 시절
천수이볜은 1950년 10월 12일 타이완의 남부 지역의 한 도시인 타이난 현 관텐향(臺南縣官田鄕)에서 태어났다. 천수이벤은 소작농의 아들로 태어나서 매우 가난하게 살았지만, 어린 나이에서부터 학문적으로 탁월했던 그는 타이난 제1고등학교를 1등으로 졸업하였다. 1969년 6월, 그는 국립 타이완 대학교에 입학했다. 처음에는 경영을 전공했으나, 1학년 때 법으로 전공을 바꿨으며, 학교 법 평론 잡지의 편집장이 되었다. 그는 3학년을 끝마치기 전에 높은 점수로 사법고시를 통과했으며, 타이완에서 가장 젊은 변호사가 되었다. 1974년에 상법을 전공하고 대학을 졸업하였다.
1975년 그는 내과의사의 딸인 우수전과 결혼하였다. 부부는 나중에 치과의사가 된 딸 천싱유(陳幸妤)와, 나중에 타이완에서 법학사를 받고 2005년에 UC 버클리에서 법학 석사를 받은 아들 천즈중(陳致中)을 낳았다.
1976년부터 1989년까지, 천수이볜은 선원 보험을 전문적으로 다루면서, 국제 해운업과 상법을 다루는 일을 했다. 그는 에버그린 해운 회사를 위해서 서류를 작성하였다.

## 정치 입문
천수이볜은 군사 법정에서 메이리다오 사건 참여자를 변호하면서 1980년에 정치에 관여하게 되었다. 그의 의뢰인인 당시 야당지도자 후앙신치에(黃信介)와 나중에 그의 밑에서 부총통이 되는 아네트 루를 포함한 7명의 피고인은, 유죄 판결을 받았지만, 천수이볜은 힘있고 화려한 변론으로 이름을 알리기 시작했다. 그는 이 시기에 타이완의 정치 제도가 지닌 불공평함을 깨닫기 시작했고, 당웨이 운동의 구성원으로 정치에 참여하였다.
그는 1981년 당웨이 후보로서 타이페이 시의회 의원이 되었으며, 1985년까지 일했다. 1984년에 그는 "새로운 타이완"(Neo-Formosa)이라는 이름의 잡지를 출간하는 곳인 공무원 공공 정책 연구 연합을 설립하였다.
1985년 1월 12일에 그는 "새로운 타이완"의 편집인으로서, 나중에 국민당 국회의원이 되는 대학 철학교수인 엘머 펭(Elmer Feng)에 대한 비판적인 기사를 잡지에 실은 이후에, 비방 혐의로 1년의 징역형을 선고 받았다. 항소를 제기하면서, 그는 타이난으로 돌아와 1985년 11월 국회의원 선거에 출마하였다. 선거에서 패한 지 3일 후에, 그와 그의 아내가 지지자들에게 낙선사례를 하던 중에 그의 아내인 우수전은 장종치(張榮財)가 몰은 트럭에 두 번 치였다. 그 결과 그의 아내인 우수전은 하반신이 마비되었다.

## 타이베이 시장 시절, 1994–1998
천수이볜은 1994년 타이페이의 시장으로 선출되었는데, 이는 주로 전임 시장이던 국민당 소속 황다저우(黃大洲)와 국민당에서 탈당한 신당 후보 자오샤오캉(趙少康) 사이에서 투표 분할 현상이 일어난 덕분이 크다. 시장 당선 후 쳔수이볜은 자기 당 내부에서는 가망있는 인사들을 찾기 어려워서 기존 국민당 관료들에게 그대로 위임했다.

## 제 10, 11대 총통, 2000–2008

### 첫 번째 임기

2000년 타이완 총통선거 결과(녹색: 천슈에볜(민주진보당), 주황색: 쑹추위(무소속))

2000년 중화민국 총통 선거에서 민주진보당의 천수이볜은 국민당의 롄잔 후보와 무소속 쑹추위 후보를 누르고 당선되었다. 이로써 중화민국에서는 사상 처음으로 선거를 통한 평화적 정권교체가 실현되었고 이와 함께 국민당의 장기 집권도 막을 내리게 된다.

### 두 번째 임기
2004년에 그는 재선에 도전해 뤼수롄 부총통과 함께 선거 운동을 하던 도중에 3월 19일에 총격을 받았지만 살아남았다. 이를 계기로 타이완에서는 천수이볜 암살 미수 사건을 둘러싼 논쟁이 벌어졌다. 2004년 중화민국 총통 선거에서 천수이볜은 645만 표를 얻어 642만 표를 얻은 국민당의 롄잔 후보를 누르고 당선되었다.

## 부패 스캔들
천수이벤의 비리 내용은 13개 나라에서 이루어진 '돈세탁'으로, '돈세탁'의 액수는 현재까지 밝혀진 것만 10억 타이완 달러(약 330억원)에 달한다. 천수이볜의 부패 스캔들은 천수이볜의 가족이 모두 관련된 사건으로, 천총통과 부인인 우수전과 사위와 처남이 연루되었다. 천 전총통의 부인 우수전(吳淑珍)은 거액의 백화점 상품권을 업자에게 받았고, 사위는 주식 내부자 거래로 거액의 부당 이득을 챙겼다가 구속되었으며, 천 전 총통 부부가 자신들의 며느리 통장을 통해 3억 타이완 달러(약 100억원)를 해외로 빼돌렸고, 처남 우징마오(吳景茂)도 비리에 동참하였다.
2008년 11월 11일에 천수이볜은 비밀자금 횡령 및 불법자금 세탁 등 혐의로 구속되었다. 2009년 9월 12일에 타이베이 지방 법원은 천수이볜 부부에게 종신형을 선고하였다. 2009년 9월 23일에 발행된 홍콩 사우스차이나모닝포스트에 따르면 뇌물수수 등 혐의로 1심에서 종신형을 선고받고 타이베이 구치소에 수감 중인 천수이볜이 "타이완은 미국 영토"라고 말하여 파문을 일으키고 있다고 전했다. 이 신문은 천수이볜이 측근에게 "타이완은 미국 영토이기 때문에 타이완 법원 판결은 불법"이라고 말했고, 그는 "가능하다면 미국에서 재판을 받고 싶다"며 "타이완의 합법적 통치권은 미군에게 있다"는 식으로 말했다고 하였다. 또한 "타이완인들은 미국 헌법과 법률에 따라 특정한 기본권을 부여받아야 한다"고 주장했다.
타이완 최고법원은 2010년 11월 11일에 천수이볜·우수전(吳淑珍) 부부에 대하여 '직무에 위배된 수뢰죄'를 적용해 천 전 총통에게 징역 19년과 벌금 1억 5,000만 타이완 달러(약 55억원), 부인 우씨에게 징역 19년 2월과 같은 액수의 벌금을 각각 선고했다. 재판부는 룽탄(龍潭)지구 개발과 관련한 직무상 수뢰죄와 타이완 최고층 건물인 타이베이 101의 회장으로부터 뇌물을 받은 죄에 대해서는 두 사람 모두의 유죄로 인정하였으며, 부인 우씨에게는 부부가 받은 뇌물을 친정 식구들과 자식들을 통해 불법적인 방법으로 세탁한 죄를 추가해 징역 7개월을 추가하였다. 그러나 재판부는 국무기요비(기밀비) 횡령죄와 난강(南港)전람관 건설 관련 수뢰죄와 우씨에게 확정된 돈세탁죄 이외의 돈세탁 부분 등 3가지 죄목에 대해서는 고등법원으로 돌려보내 다시 재판하도록 판결하였다.

## 옥중저술
천수이볜은 감옥에서 여러 권의 책을 저술하여 출간하고 있다. 옥중에서 출간했던 첫 번째 책은 《타이완의 십자가(臺灣的十字架)》이며, 두 번째로 나온 책은 《막을 수 없는 목소리(關不住的聲音)》이었다. 이 두 권은 모두 베스트셀러 반열에 올랐다. 천수이볜은 감옥이나 재판정에서 언제나 활짝 웃으면서 자신의 입장을 계속 말했고, 타이완 신문, TV, 잡지들도 비중 있게 그의 모습을 보도했다.
그는 옥중에서 쓴 세 번째 책 《1.86평》을 출간하였고, 세 번째 책은 2010년 10월 21일에 발매되었다. 700여일에 이른 구금 기간 중 그가 쓴 글 52개를 묶어 출판한 책으로, 책 제목인 《1.86평》은 그가 구금돼 있는 타이베이(臺北) 교도소 감방의 크기를 말한다. 천수이볜은 책에서 “현재 진행 중인 자신에 대한 재판은 타이완 독립 성향 때문에 후임자 마잉주(馬英九) 총통이 가하는 정치적 보복”이라고 비난하고 마 총통의 성급한 친중국 정책들을 비판했다. 천수이볜은 징역형을 선고 받은 첫 번째 중화민국 총통이다. 천수이볜은 2015년 1월 5일에 가석방되었다.

## 역대 선거 결과
| 선거명               | 직책명   | 선거구               | 대수 | 정당       | 득표율 | 득표수      | 결과 | 당락 |
| -------------------- | -------- | -------------------- | ---- | ---------- | ------ | ----------- | ---- | ---- |
| 1992년 입법위원 선거 | 입법위원 | 타이베이시 제1선거구 | 2대  | 민주진보당 | 16.13% | 97,376표    | 2위  | 당선 |
| 1994년 직할시 선거   | 시장     | 타이베이시           | 초대 | 민주진보당 | 43.67% | 615,090표   | 1위  | 당선 |
| 1998년 직할시 선거   | 시장     | 타이베이시           | 2대  | 민주진보당 | 45.91% | 688,072표   | 2위  | 낙선 |
| 2000년 총통 선거     | 총통     | 타이완 지구          | 10대 | 민주진보당 | 39.30% | 4,977,697표 | 1위  | 당선 |
| 2004년 총통 선거     | 총통     | 타이완 지구          | 11대 | 민주진보당 | 50.11% | 6,471,970표 | 1위  | 당선 |

## 같이 보기
- 중화민국 총통
- 민주진보당
- 중화민국의 대외 관계
- 노무현